# اچ‌ام‌اس سربروس (۱۷۵۸)
اچ‌ام‌اس سربروس (۱۷۵۸) (به انگلیسی: HMS Cerberus (1758)) یک کشتی بود که طول آن ۱۱۸ فوت ۷٫۵ اینچ (۳۶٫۱۵۷ متر) بود. این کشتی در سال ۱۷۵۸ ساخته شد.